# Hans-Joachim Heusing
Hans-Joachim Heusing (* 24. August 1928 in Ruhla; gest. 1. Februar 2020) war ein deutscher Kletterer, Bergsteiger, Heimatforscher und Denkmalpfleger.

## Leben
Heusing war der Sohn eines Holzfällers aus dem Thüringer Wald und begann sich bereits frühzeitig für Sport zu interessieren, im Sommer das Schwimmen und im Winter Skilaufen und Skispringen. Nach dem Schulbesuch wurde er als 15-Jähriger zur Wehrmacht eingezogen und nahm als Soldat am Zweiten Weltkrieg teil. In den Nachkriegsjahren war er zunächst als Holzfäller, dann als Werkzeugmacher tätig. Er besuchte die Ingenieurschule und ab 1952 die Technische Hochschule Dresden.
In seiner Dresdner Zeit war er in seiner Freizeit sehr aktiv als Kletterer und Bergsteiger im Elbsandsteingebirge unterwegs. Er trat der Sektion DWBV der SG Dynamo Dresden bei, die 1958 als Deutscher Wanderer- und Bergsteigerverband in einen selbständigen Verband überführt wurde. Ihm gelangen mehrere Erstbesteigungen, so 1956 die Durchsteigung der Nordturmtalseite des Pfaffensteins. Er schloss eine enge Freundschaft zum ersten Meister des Sports der DDR im Bergsteigen, Hans-Joachim Scholz. Im Herbst 1958 stürzte Hans-Joachim Heusing am Papststein in der Sächsischen Schweiz beim Klettern eines schweren Weges ab, bereits im Dezember kletterte er mit eingegipsten Bein erneut am Papststein. Sein Motto lautete „Leben heißt kämpfen!“
Zur Erinnerung an den 1934 ermordeten Wilhelm Dieckmann regte Hans-Joachim Heusing einen alljährlichen Gedächtnislauf an, der ab 1958 über fünfzigmal durchgeführt wurde. Nach dem Studium nach Thüringen zurückgekehrt, wurde er dort einer der Mitorganisatoren des GutsMuths-Rennsteiglaufes. Beruflich war er viele Jahre beim Amt für Standardisierung, Meßwesen und Warenprüfung tätig.
1976 bildete Heusing mit drei Sektionen einen Kreisfachausschuss des DWBO im Kreis Schmalkalden, dem bald 17 weitere Sektionen folgten. Als leidenschaftlicher Sänger war er 1983 einer der Mitbegründer des Sportlerchores Bergfreunde im Bezirk Suhl. Im Bezirk Suhl leitete er ferner viele Jahre den Arbeitskreis Flurdenkmale. 1990 gehörte er zum Personenkreis, die den Geschichtsverein in Schmalkalden als Mitglied des Vereins für hessische Geschichte und Landeskunde e. V. wiederbelebten und mit Leben erfüllten. So publizierte er 1996 in den Schmalkalder Geschichtsblättern über Grenzsteine und die Bemühungen um ihren Schutz im Laufe der Zeit.

## Ehrungen
- 1987 Ehrenplakette des DWBO (Deutscher Verband für Wandern, Bergsteigen und Orientierungslauf)